# Open My Glade
Open My Glade är ett videokonstverk från 2000 av den schweiziska konstnären Pipilotti Rist. Videoinstallationen är Piplotti Rists första offentligt konstverk och är beställt av The Public Art Fund, New York. Videoinstallationen består av totalt nio videos som installerades på en NBC Astrovision-skärm från Panasonic på Times Square i New York från 6 april till 20 maj 2000.Under denna period spelades videon upp i 60 sekunder var 15:e minut, 16 gånger per dag från klockan 09.15 till 00.15.
I videosekvenserna ser man en kvinna, konstnären själv, som trycker sitt ansikte mot skärmen som om hon vill ta sig ut därifrån. Ansiktet blir deformerat och förvridet när det pressas mot skärmen. Skärmen som visade Open My Glade var integrerad i resten av stadsbilden bestående av ett myller av blinkande elektroniska reklamskärmar.
Pipilotti Rist har i ett samtal med konstkuratorn Hans Ulrich Oberist talat om betydelsen av verkets placering i det offentliga rummet. Hon ser Times Square som en homogen plats som är både privat och offentlig och genom sina reklambudskap kräver betraktarens konstanta uppmärksamhet. Open My Glade bryter från detta mönster genom att inte alls ha som avsikt att vara reklam. Istället kan videon få betraktaren att gå utanför sig själv och uppleva en kort stunds identifikation.